# Чингисхан (нефтяное месторождение)
Чингисхан (англ. Genghis Khan) — морское нефтяное месторождение в США, расположенном в глубоководной части Мексиканского залива в 120 милях от Луизианы.
Открыто в мае 2005 года. Освоение началось в 2007 году. Извлекаемые запасы нефти оценивается 40 млн тонн. Оператором месторождение является нефтяная компания BHP Billiton (48 %). Его партнёры: Amerada Hess (28 %) и Repsol YPF (28 %).